# Zobrazení úloh
Zobrazení úloh (anglicky Task View) je komponenta systému Windows, která umožňuje vytváření virtuálních obrazovek, jejich správu a třídění běžících programů. Představena byla ve Windows 10 a patří mezi jejich první oznámené novinky. Ve Windows 10 lze zobrazení úloh vyvolat pomocí tlačítka vedle vyhledávacího pole na hlavním panelu, ve Windows 10 i Windows 11 také kombinací kláves ⊞ Win+Tab ↹.